# Малахов Андрій Миколайович
Андрі́й Микола́йович Мала́хов (нар. 11 січня 1972, Апатити, Мурманська область) — російський пропагандист, шоумен, ведучий програм на телеканалі «Росія-1». Фігурант бази «Миротворець». Підтримує путінський режим та війну Росії проти України.

## Біографія
Народився 11 січня 1972 року в Апатитах Мурманської області.
Навчався в одному класі з Євгеном Рудіним (DJ Грув). Закінчив музичну школу за класом скрипки.
Закінчив школу зі срібною медаллю.
Закінчив факультет журналістики МДУ ім. М. В. Ломоносова у 1995 році з червоним дипломом.
Протягом півтора року стажувався в Мічиганському університеті у США. Ще під час навчання проходив практику у відділі культури газети «Московські новини», був автором і ведучим програми «Стиль» на радіо «Maximum». У 1998 році вступив на юридичний факультет Російського державного гуманітарного університету (РДГУ). Викладає в ньому основи журналістики.

## Родина та особисте життя
- Батько Микола Дмитрович Малахов (1947 — 22 березня 2006) був геофізиком, його направили до Апатитів вивчати корисні копалини Кольського півострову.[6][7][8]
- мати Людмила Миколаївна Малахова була вихователькою в дитячому садку, потім завідувачкою.[9]
- З червня 2011 р. одружений із Наталією Вікторівною Шкульовою[10], (нар. 31 травня 1981[9][11]), видавчинею групи журналів ELLE, з якою відсвяткував весілля у Версальському палаці в Парижі[12].
- Андрій є хрещеним батьком Алли-Вікторії (з 8 квітня 2012 року)[13] та Мартіна (з 9 червня 2013 року)[14] — дітей Філіпа Кіркорова.

## Телебачення
- З 1992 року робив сюжети для програми «Неділя із Сергієм Алєксєєвим» (перший канал «Останкіно»), озвучував і писав авторські тексти для рубрики «Погода на планеті».
- З 1995 року — редактор міжнародної інформації програми «Ранок», автор і ведучий рубрики «Стиль».
- З 1996 року був спеціальним кореспондентом і ведучим програми «Доброго ранку» (ОРТ).
- З 23 липня 2001 по 2 липня 2004 року був ведучим програми «Велике прання» (ОРТ/Перший канал).
- З вересня 2004 по 2005 рік був ведучим ток-шоу Першого каналу «П'ять вечорів».
- З 30 серпня 2005 року був ведучим ток-шоу «Нехай говорять» (Перший канал).
- З 10 квітня по травень 2006 року був співведучим програми про народну медицину «Малахов+Малахов».
- У вересні 2007 року був ведучим другого конкурсного дня фестивалю «П'ять зірок. Інтербачення» разом зі співачкою та телеведучою Анною Сєдоковою[15].
- У 2008 року був запрошений до журі Вищої ліги КВК.
- З 2005 по 2007 рік був ведучим програми «Золотий грамофон» на «Російське радіо», а з 2007 по 2008 рік був ведучим телеверсії хіт-параду «Золотий Грамофон» на «Першому» каналі (пізніше ця програма отримала іншу назву — «Вища Ліга»).
- У 2008 році в парі з Анною Сєдоковою вів найдорожче шоу на українському телебаченні «Телезірка-Суперзірка» (телеканал «Україна»)[16].
- У 2008 році брав участь у другому сезоні телепроєкту Першого каналу «Дві зірки» в парі зі співачкою Марією Распутіною.
- Наприкінці 2008 року зняв новорічну програму з Народною артисткою СРСР Людмилою Зикіною, що давно не з'являлася на екранах.
- У 2009 році був співведучим півфіналу «Євробачення-2009» в Москві в парі з фотомоделлю Наталією Водяновою, а також співведучим на церемонії відкриття «Євробачення» в парі зі співачкою Алсу.
- Колумніст програми «Інфоманія» на «СТС»
- З 24 липня 2010 по 19 березня 2011 року був ведучим програми «Детектор брехні».
- Коментував гала-концерт «Хвилина слави» (ефір від 25 грудня 2010 року).
- 7 серпня 2017 Андрій Малахов написав заяву про звільнення з «Першого каналу»[17].

## Цікаві факти
- Андрія Малахова визнано «найстильнішим телеведучим» за опитуванням телеглядачів за перше півріччя 1998 року.
- У 2008 році знявся у кліпі Анни Сєдокової «Звикаю» (рос. «Привыкаю»).

## Фільмографія
- 2007 — Нульовий кілометр
- 2007 — Індиго
- 2009 — Татусеві доньки
- 2010 — Одна за всіх
- 2011 — Весілля за обміном